# Gifa Palermo
Gifa Palermo é um clube de polo aquático e desportos aquáticos italiano da cidade de Palermo.

## História
Gifa Palermo foi fundado em 1979.'

## Títulos
- Women's LEN Trophy
  - 1999-00, 2001–02